# Schonach im Schwarzwald
Schonach im Schwarzwald est une commune allemande dans le Bade-Wurtemberg au cœur de la Forêt-Noire. Il s'agit également d'une station de sports d'hiver. Sa population est d'environ 4 234 habitants, mais augmente considérablement pendant la saison hivernale.
Elle accueille régulièrement des épreuves officielles de ski nordique.

## Saison 2007/08 de combiné nordique
Schonach a été une étape de la Coupe du monde de combiné nordique 2007-2008. Deux épreuves y ont été disputées. Le français Jason Lamy-Chappuis remporte le sprint devant l'Américain Bill Demong et le Norvégien Magnus Moan, vice-champion olympique de la discipline. La vitesse est remportée par le Norvégien Petter Tande, devant le Finlandais Hannu Manninen, champion du monde en titre, et le triple champion du monde, l'Allemand Ronny Ackermann.